# Csincsang
Csincsang (egyszerűsített kínai írással: 金昌市, pinjin: Jīnchāng) prefektúra szintű város Kínában, Kanszu tartományban. Lakosainak száma 438 026 fő (2020).

## Népesség
| 2010 | 464 050 |
| 2020 | 438 026 |